# Flat Island (Waikato)
Flat Island ist eine kleine Insel nordöstlich der Coromandel Peninsula im Norden der Nordinsel von Neuseeland.

## Geographie
Die Insel befindet sich 4,2 km östlich eines östlichen Ausläufers der Coromandel Peninsula und rund 20 km nordöstlich von Whitianga, einer Kleinstadt am Whitianga Harbour und der Mercury Bay. Flat Island besitzt eine Fläche von 3,63 ha, eine Länge von rund 300 m in Ost-West-Richtung und kommt auf eine maximale Breite von rund 175 m in Nord-Süd-Richtung.
Um die Insel herum befinden sich in Sichtweite einige weitere Inseln, wie Ohinau Island, 1,35 km südöstlich, Ohinauiti Island, 1,4 km ostsüdöstlich und Motukoruenga Island, 3,2 km südwestlich. Zwei Felseninseln, wie die Black Rocks und Old Man Rock sind 1,2 km nördlich sowie 1,7 km westlich zu finden.